# 840
840（八百四十、八四〇、はっぴゃくよんじゅう）は、自然数また整数において、839の次で841の前の数である。

## 性質
- 840は合成数であり、約数は1, 2, 3, 4, 5, 6, 7, 8, 10, 12, 14, 15, 20, 21, 24, 28, 30, 35, 40, 42, 56, 60, 70, 84, 105, 120, 140, 168, 210, 280, 420, 840である。
  - 約数の和は2880。
  - 206番目の過剰数である。1つ前は836、次は846。
    - σ (n) ≧ 3n を満たす n とみたとき14番目の数である。1つ前は780、次は900。(ただしσは約数関数、オンライン整数列大辞典の数列 A023197)
    - n 2 ÷ σ (n) が整数になる8番目の数である。1つ前は672、次は1080。(ただしσは約数関数、オンライン整数列大辞典の数列 A090777)

8402 ÷ 2880 = 245
  - 約数の積の値がそれ以前の数を上回る36番目の数である。1つ前は720、次は1080。(オンライン整数列大辞典の数列 A034287)
  - 自分自身のすべての約数の積が自分自身の16乗になる最小の数である。1つ前の15乗は720、次の17乗は196608。(オンライン整数列大辞典の数列 A003680)
- 15番目の高度合成数であり、約数を32個持つ。1つ前は720、次は1260。従って1000以下の自然数では最も約数を多く持つ。
  - 7で割り切れる最小の高度合成数である。
  - 約数を32個もつ最小の数である。次は1080。
    - 約数を n 個もつ最小の数とみたとき。1つ前の31個は1073741824、次の33個は9216。(オンライン整数列大辞典の数列 A005179)
- 1から8までの自然数の最小公倍数である。1つ前の7までは420、次の9までは2520。(オンライン整数列大辞典の数列 A003418)
  - 14までの7つの偶数（2, 4, 6, 8, 10, 12, 14）の最小公倍数である。1つ前の12までは120、次の16までは1680。(オンライン整数列大辞典の数列 A051426)
- 191番目のハーシャッド数である。1つ前は832、次は846。
  - 12を基とする18番目のハーシャッド数である。1つ前は804、次は912。
- 840 = 23 × 3 × 5 × 7
  - 4つの異なる素因数の積で p 3 × q × r × s の形で表せる最小の数である。次は1320。(オンライン整数列大辞典の数列 A179670)
- 840 = 4 × 5 × 6 × 7 = 7! / 3!
  - 4連続整数の積で表せる数である。1つ前は360、次は1680。
  - n = 7 のときの n!/3! の値とみたとき1つ前は120、次は6720。(オンライン整数列大辞典の数列 A001715)
- 840 = 7 × 8 × 15
  - n = 7 のときの n (n + 1)(2n + 1) の値とみたとき1つ前は546、次は1224。(オンライン整数列大辞典の数列 A055112)
- 各位の立方和が平方数になる43番目の数である。1つ前は816、次は861。(オンライン整数列大辞典の数列 A197039)
83 + 43 + 03 = 576 = 242
- 840 = 20 × σ(20) (ただし σ は約数関数)
  - n = 20 のときの n × σ (n) の値とみたとき1つ前は380、次は672。(オンライン整数列大辞典の数列 A064987)
- 840 = 82 + 102 + 262 = 102 + 162 + 222
  - 3つの平方数の和2通りで表せる167番目の数である。1つ前は816、次は844。(オンライン整数列大辞典の数列 A025322)
  - 異なる3つの平方数の和2通りで表せる156番目の数である。1つ前は817、次は843。(オンライン整数列大辞典の数列 A025340)
- n = 8 のときの n と 5n を並べてできる数である。1つ前は735、次は945。(オンライン整数列大辞典の数列 A019553)
- n = 840 のとき n と n − 1 を並べた数を作ると素数になる。n と n − 1 を並べた数が素数になる90番目の数である。1つ前は838、次は850。(オンライン整数列大辞典の数列 A054211)
- n = 840 のとき n と n + 1 を並べた数を作ると素数になる。n と n + 1 を並べた数が素数になる102番目の数である。1つ前は828、次は848。(オンライン整数列大辞典の数列 A030457)
  - n = 840 のとき n と n − 1 および n と n + 1 を並べた数が素数になる19番目の数である。1つ前は822、次は882。(オンライン整数列大辞典の数列 A068700)
例．840839 と 840841 は素数。またこの2つの素数は双子素数である。
- 840 = 5! + 6!
  - n = 5 のときの n! + (n + 1)! の値とみたとき1つ前は144、次は5760。(オンライン整数列大辞典の数列 A001048)
- 840 = 312 − 121
  - n = 31 のときの n2 − 112 の値とみたとき1つ前は779、次は903。(オンライン整数列大辞典の数列 A132764)
- 約数の和が840になる数は8個ある。(312, 348, 380, 494, 695, 767, 779, 839) 約数の和8個で表せる5番目の数である。1つ前は756、次は1536。
- 各位の和が12になる69番目の数である。1つ前は831、次は903。

## その他 840 に関連すること
- ISO 3166-1（JIS X 0304）国名コードの840は、アメリカ合衆国。
- 840iは、ドイツのBMWの8シリーズの一車種。
- 840フォワードは、いすゞ・フォワード3代目の愛称。開発コード840（ハ・シ・レ）による。
- ポテ 840
- トランス・ワールド航空840便ハイジャック事件は、1969年におきたハイジャック事件。
- エリック・サティが作曲したヴェクサシオンでは840回の繰り返しがある。
- やしお観光バス - 栃木県の貸切バス会社で、東野交通系列。語呂合わせで840を使用する。
- 840P
- 840SH